# 구성개념
구성개념(構成槪念, construct)은 과학적 연구방법이나 논리적인 이론에 근거하여 이를 설명하기 위하여 조작적으로 만들어 낸 개념을 지칭한다. 직접 측정할 수는 없으나 측정할 수 있는 현상을 유발한다고 가정한다. 이러한 구성개념에는 의식, 욕구, 지각, 자아, 동기 따위의 개념이 있다. 전통적인 텍스트(text)에 기반한 심리검사이외에도 기술의 발달로 현대에는 유전자에대한 DNA 마이크로어레이나 fMRI 등의 뇌 스캔등 물리적 현상을 제시하는 경우도 증가하고 있다.
보다 일반적으로는 조작적 정의라는 용어도 있다. 조작적 정의와 비교해서 구성개념은 유사한 면도 있지만 차이점도 있다.

## 타당도
구성 유효성 또는 구성개념 타당도(Construct validity)는 "테스트가 주장하는 것 또는 측정하고자하는 것을 측정하는 정도"이다. 전형적인 검사 타당도의 모델에서 구성의 유효성은 세가지 주요 요소 중 하나이다. 내용타당도(content validity)  및 기준타당도(criterion validity)와 함께 유효성 증거의 유형으로 제시된다. 현대의 타당성 이론은 다른 모든 유형의 타당성 증거를 가정하여 타당성 조사의 주요 맥락으로 구성개념 타당도를 정의하고있다.

## 같이 보기
- 심리통계
- 과학자-전문가 모형